# مسجد نمرة
مسجد نَمِرَة بفتح النون وكسر الميم وفتح الراء، هو مسجد وواحد من أهم المعالم في مشعر عرفات، وبه يصلي عشرات الآلاف من ضيوف الرحمن حجاج البيت الحرام صلاة الظهر وصلاة العصر في يوم عرفة جمعا وقصرا اقتداء بالنبي محمد.

## الموقع
يقع مسجد نمرة إلى الغرب من مشعر عرفات، ويقع جزء من غرب المسجد في وادي عرنة وهو وادي من أودية مكة المكرمة نهى النبي عن الوقوف فيه حيث قال ﷺ : وقفت ها هنا وعرفات كلها موقف إلا بطن عرنة، وبطن وادي عرنة ليس من عرفة لكنه قريب منه.

## أسماء المسجد
يعتبر مسجد نمرة علامة فارقة في جبين مشعر عرفات، حيث يمكن الاستدلال عليه من كل أطراف عرفات، وفي يوم الوقوف بعرفات يوم التاسع من شهر ذي الحجة يؤدي أكثر من 400 ألف مصل صلاتي الظهر والعصر جمعا وقصرا في مسجد نمرة بمشعر عرفات، يعرف مسجد نمرة العريق بعدة أسماء حيث تطلق عليه أيضا مسميات مسجد إبراهيم الخليل ومسجد عرفة ومسجد عرنة.

## البناء
مسجد نمرة شيد في المرة الأولى في منتصف القرن الثاني الهجري، في أول عصر الخلافة العباسية، وحظي بنائه وعمارته باهتمام خلفاء وسلاطين وأمراء المسلمين، حيث عمره الجواد الأصفهاني في عام 559 هـ، وأجريت له في العصر المملوكي عمارتان مهمتان الأولى بأمر الملك المظفر سيف الدين قطز في عام 843 هـ والثانية بأمر السلطان قايتباي في عام 884 هـ وتعتبر الأفخم والأكثر جمالا واتقانا في ذلك الحين، ثم جددت عمارته في العهد العثماني في عام 1272 هـ.

### العهد السعودي
شهد مسجد نمرة أكبر توسعة له في التاريخ في العهد السعودي، حيث بلغت تكلفة إعادة بنائه 237 مليون ريال، وصار طوله من الشرق إلى الغرب 340 متر وعرضه من الشمال إلى الجنوب 240 متر، وأصبحت مساحته تبلغ أكثر من 110 آلاف متر مربع، وتوجد خلف المسجد مساحة مظللة تقدر مساحتها بحوالي 8000 متر مربع، ويستوعب المسجد نحو 350 ألف مصل، وللمسجد ست مآذن ارتفاع كل منها 60 مترا، وله ثلاث قباب وعشرة مداخل رئيسية تحتوي على 64 باب، وفيه غرفة للإذاعة الخارجية مجهزة لنقل الخطبة وصلاتي الظهر والعصر ليوم عرفة مباشرة بواسطة الأقمار الصناعية.